# René Aubry
René Aubry (n. 1956) es un compositor francés. Es un multiinstrumentista conocido por mezclar armonías clásicas con instrumentos modernos. Aubry ha compuesto música para coreografías de artistas renombrados tales como Carolyn Carlson, Pina Bausch y Philippe Genty. Además ha participado en varias bandas sonoras.

## Discografía[3]
- 1983 - René Aubry
- 1987 - Airs dans l'air
- 1988 - Libre parcours
- 1989 - Dérives (para Philippe Genty)
- 1990 - Steppe (para Carolyn Carlson)
- 1991 - La Révolte des enfants
- 1993 - Après la pluie
- 1994 - Killer Kid
- 1995 - Ne m'oublie pas (para Philippe Genty)
- 1997 - Signes
- 1998 - Plaisirs d'amour
- 2001 - Invités sur la terre
- 2003 - Seuls au monde
- 2004 - Projection privée (para la película Malabar Princess)
- 2006 - Mémoires du futur
- 2008 - Play Time
- 2011 - Refuges
- 2013 - Room on the Broom
- 2013 - Forget me not
- 2014 - Days
- 2015 - Now
- 2015 - Stick man
- 2017 - Chaos
- 2018 - Petits sauts délicats avec grand écart
- 2025 - Give Me a Chance for Another Dance